# Norman Malcolm
Pour les articles homonymes, voir Malcolm.
Norman Malcolm (né en 1911 à Selden, Kansas - mort en 1990) est un philosophe américain. À l'Université de Cambridge en 1939/1940 il rencontra G. E. Moore et Ludwig Wittgenstein. Il resta un des plus proches amis de Wittgenstein.
Après avoir servi dans l'U.S. Navy de 1942 à 1945, Malcolm et sa femme résidèrent de nouveau à Cambridge en 46-47, années durant lesquelles il fréquenta encore Wittgenstein puis ils entamèrent une correspondance par la suite.
En 1947, Malcolm rejoignit l'université Cornell où il enseigna jusqu'à sa retraite. En 1949, Wittgenstein fut invité chez les Malcolm à Ithaqua, New York. 
En 1959, il publia son livre Dreaming dans lequel il s'interrogeait sur la question de Wittgenstein : importait-il de savoir si les gens qui racontent leurs rêves « ont réellement eu ces images pendant leur sommeil, ou s'il leur semblait plutôt ainsi au réveil ». Cette œuvre était aussi une réponse aux Méditations de Descartes.
Il est aussi connu pour avoir propagé l'idée que la philosophie du bon sens et la philosophie du langage ordinaire étaient la même chose. Il était un opposant farouche aux concepts de connaissance et de certitude de Moore. Sa critique des articles de Moore sur le scepticisme posent les bases d'un nouvel intérêt pour la philosophie du bon sens et la philosophie du langage ordinaire.
Malcolm était aussi un défenseur de la version modale de l'argument ontologique. En 1960, il soutint que l'argument présenté originellement par Anselme de Canterbury dans le second chapitre de son Proslogion était simplement une version inférieure de l'argument proposé au troisième chapitre. Son argumentation est similaire à celles proposées par Charles Hartshorne et Alvin Plantinga.